# Euphorbia kingdon-wardii
Euphorbia kingdon-wardii är en törelväxtart som beskrevs av M.S. Binojkumar och Nambiyath Puthansurayil Balakrishnan. Euphorbia kingdon-wardii ingår i släktet törlar, och familjen törelväxter.
Artens utbredningsområde är Burma. Inga underarter finns listade i Catalogue of Life.